# 부산역 열차 화재
부산역 열차 화재 사고(釜山驛列車火災事故)는 1955년 3월 2일, 부산역에서 출발하려던 준급행열차 내부에서 화재가 발생하여 40여 명이 사망하고 10여 명이 중경상을 입은 사고다.